# 及川洪
及川 洪（おいかわ ひろし、1933年 - ）は、日本の材料科学者。学位は、工学博士（東北大学・1961年）。東北大学名誉教授。元産業技術短期大学学長。元日本金属学会会長。2012年瑞宝中綬章受章。

## 人物・経歴
樺太生まれ。日本の降伏後岩手県に引き揚げ、1956年東北大学工学部金属工学科卒業。1961年東北大学大学院工学研究科金属工学専攻修了、工学博士、東北大学助手。1962年東北大学講師。1964年東北大学助教授。1966年フロリダ大学博士研究員、日本金属学会谷川ハリス賞受賞。1974年日本金属学会功績賞。1981年日本鉄鋼協会西山記念賞受賞。1989年軽金属学会理事。1990年ウェールズ大学客員教授。1991年日本鉄鋼協会理事。1993年東北大学評議員。1995年東北大学工学部長。1996年日本金属学会会長。1997年学位授与機構審査研究部教授。1998年産業技術短期大学学長、鉄鋼学園理事。2000年日本工学アカデミー理事。2012年瑞宝中綬章受章。